# Teodor Wieczorek
Teodor Stanisław Wieczorek (ur. 9 listopada 1923 w Michałkowicach, zm. 26 maja 2009 w Chorzowie) – polski piłkarz grający na pozycji pomocnika i obrońcy, reprezentant Polski.

## Kariera piłkarska
Teodor Wieczorek był wychowankiem KS Bytków a następnie zawodnikiem Germania Königshütte (1942–1944), Jedność Michałkowice (1945–1946) oraz AKS Chorzów (1946–1959). Karierę piłkarską zakończył w 1959 roku, w wyniku kontynuowania kariery trenerskiej i braku znaczących sukcesów w karierze piłkarskiej.
W drużynie narodowej zadebiutował dnia 30 października 1949 roku w Witkowicach w przegranym meczu z Czechosłowacją, a ostatni mecz w kadrze rozegrał 10 maja 1953 roku we Wrocławiu w zremisowanym meczu również z Czechosłowacją (1:1). W sumie w reprezentacji rozegrał 10 meczów, bez zdobyczy bramkowej.

## Kariera trenerska
Teodor Wieczorek jeszcze w czasie kariery piłkarskiej zaczął karierę trenerską. W 1955 roku, został grającym trenerem AKS-u Chorzów. W 1957 roku, został trenerem Odry Opole, do której na treningi dojeżdżał jako zawodnik AKS-u Chorzów. Z Odrą Opole był w sezonie 1960 bliski zdobycia mistrzostwa Polski, ale stracił go na rzecz Ruchu Chorzów i ostatecznie Odra Opole z Teodorem Wieczorkiem na ławce trenerskiej zakończyła rozgrywki na 4. miejscu. W latach 1962–1966 prowadził zespół Zagłębia Sosnowiec, którym dwukrotnie zdobył Puchar Polski.
Po sukcesach w Odrze Opole i Zagłębiu Sosnowiec, w 1966 roku został szkoleniowcem Ruchu Chorzów, z którym zdobył w sezonie 1967/1968 tytuł mistrza Polski. Trenerem Niebieskich był do 15 kwietnia 1969 roku. Następnie prowadził w swojej karierze trenerskiej: Zagłębie Wałbrzych, Szombierki Bytom, ROW Rybnik, Górnik Zabrze, AKS Chorzów, ponownie Ruch Chorzów, Polonia Bytom i Piast Gliwice, z którym w sezonie 1982/1983 dotarł do finału Pucharu Polski, w którym przegrał z Lechią Gdańsk (1:2), w rozegranym 22 czerwca 1983 roku w Piotrkowie Trybunalskim. Po sezonie 1982/1983 Teodor Wieczorek przeszedł na emeryturę.
Był także w sztabie szkoleniowym reprezentacji Polski u selekcjonera Kazimierza Górskiego na mistrzostwach świata 1974 w Niemczech, na których Orły Górskiego zajęły 3. miejsce.

## Życie prywatne
W czasie II wojny światowej Teodor Wieczorek jako Ślązak został przymusowo wcielony do Wehrmachtu. Później został ojcem Henryka Wieczorka – piłkarza m.in. Górnika Zabrze, reprezentanta Polski. Zmarł 26 maja 2009 w Chorzowie.

## Sukcesy szkoleniowe
- Ekstraklasa w piłce nożnej: 1968 z Ruchem Chorzów
- Puchar Polski: 1962, 1963 z Zagłębiem Sosnowiec
- Finał Pucharu Polski: 1983 z Piastem Gliwice